# Sidemia internigrata
Sidemia internigrata är en fjärilsart som beskrevs av W. Warren 1911. Sidemia internigrata ingår i släktet Sidemia och familjen nattflyn. Inga underarter finns listade i Catalogue of Life.